# FA Cup 1958/59
Der FA Cup 1958/59 war die 78. Austragung des The Football Association Challenge Cup (meist als FA Cup bekannt).
Der Pokalwettbewerb startete mit der Qualifikation zwischen dem 6. September 1958 und dem 5. November 1958. Die Hauptrunde begann anschließend ab dem 15. November 1958 und endete mit dem Finale in Wembley in London am 2. Mai 1959 vor einer Kulisse von offiziell 100.000 Zuschauern. Sieger des Wettbewerbs wurde zum zweiten Mal Nottingham Forest. Unterlegener Finalist war Luton Town.

## Wettbewerb

### Erste Hauptrunde
| Datum             |                          | Ergebnis |                      |
| ----------------- | ------------------------ | -------- | -------------------- |
| 15. November 1958 | Accrington Stanley       | 5:1      | AFC Workington       |
| 15. November 1958 | Ashford Town             | 0:1      | Crystal Palace       |
| 15. November 1958 | FC Brentford             | 3:2      | Exeter City          |
| 15. November 1958 | FC Buxton                | 4:1      | Crook Town           |
| 15. November 1958 | Chelmsford City          | 0:0      | Worcester City       |
| 15. November 1958 | FC Chester               | 3:2      | Boston United        |
| 15. November 1958 | FC Chesterfield          | 3:0      | FC Rhyl              |
| 15. November 1958 | Colchester United        | 2:0      | Bath City            |
| 15. November 1958 | Crewe Alexandra          | 2:2      | FC South Shields     |
| 15. November 1958 | Denaby United            | 0:2      | Oldham Athletic      |
| 15. November 1958 | Doncaster Rovers         | 5:0      | AFC Consett          |
| 15. November 1958 | AFC Gateshead            | 1:4      | Bradford Park Avenue |
| 15. November 1958 | Guildford City           | 1:2      | Hereford United      |
| 15. November 1958 | Hartlepools United       | 1:1      | AFC Rochdale         |
| 15. November 1958 | Headington United        | 3:2      | FC Margate           |
| 15. November 1958 | Heanor Town              | 1:5      | Carlisle United      |
| 15. November 1958 | Hitchin Town             | 1:1      | FC Millwall          |
| 15. November 1958 | Hull City                | 0:1      | Stockport County     |
| 15. November 1958 | FC King’s Lynn           | 2:1      | Merthyr Town         |
| 15. November 1958 | Mansfield Town           | 3:4      | Bradford City        |
| 15. November 1958 | FC Morecambe             | 1:2      | Blyth Spartans       |
| 15. November 1958 | FC Newport (IOW)         | 0:0      | Shrewsbury Town      |
| 15. November 1958 | Northampton Town         | 2:0      | Wycombe Wanderers    |
| 15. November 1958 | Norwich City             | 3:1      | FC Ilford            |
| 15. November 1958 | Notts County             | 1:2      | AFC Barrow           |
| 15. November 1958 | Peterborough United      | 2:2      | Kettering Town       |
| 15. November 1958 | Plymouth Argyle          | 2:2      | FC Gillingham        |
| 15. November 1958 | FC Southampton           | 4:1      | FC Woking            |
| 15. November 1958 | Southend United          | 0:0      | Yeovil Town          |
| 15. November 1958 | FC Southport             | 0:2      | Halifax Town         |
| 15. November 1958 | Swindon Town             | 5:0      | FC Aldershot         |
| 15. November 1958 | Tooting & Mitcham United | 3:1      | AFC Bournemouth      |
| 15. November 1958 | Torquay United           | 1:0      | Port Vale            |
| 15. November 1958 | Tranmere Rovers          | 8:1      | FC Bishop Auckland   |
| 15. November 1958 | FC Walsall               | 0:1      | Queens Park Rangers  |
| 15. November 1958 | FC Watford               | 1:1      | FC Reading           |
| 15. November 1958 | FC Weymouth              | 2:5      | Coventry City        |
| 15. November 1958 | Wisbech Town             | 2:2      | AFC Newport County   |
| 15. November 1958 | AFC Wrexham              | 1:2      | FC Darlington        |
| 18. November 1958 | FC Bury                  | 1:0      | York City            |

#### Wiederholungsspiele
| Datum             |                    | Ergebnis |                     |
| ----------------- | ------------------ | -------- | ------------------- |
| 17. November 1958 | FC Millwall        | 2:1      | Hitchin Town        |
| 17. November 1958 | AFC Newport County | 4:1      | Wisbech Town        |
| 19. November 1958 | FC Gillingham      | 1:4      | Plymouth Argyle     |
| 19. November 1958 | FC Reading         | 0:2      | FC Watford          |
| 19. November 1958 | AFC Rochdale       | 3:3      | Hartlepools United  |
| 19. November 1958 | FC South Shields   | 5:0      | Crewe Alexandra     |
| 20. November 1958 | Kettering Town     | 2:3      | Peterborough United |
| 20. November 1958 | Shrewsbury Town    | 5:0      | FC Newport (IOW)    |
| 21. November 1958 | Worcester City     | 3:1      | Chelmsford City     |
| 21. November 1958 | Yeovil Town        | 1:0      | Southend United     |
| 27. November 1958 | Hartlepools United | 2:1      | AFC Rochdale        |

### Zweite Hauptrunde
| Datum            |                          | Ergebnis |                    |
| ---------------- | ------------------------ | -------- | ------------------ |
| 6. Dezember 1958 | Accrington Stanley       | 6:1      | FC Buxton          |
| 6. Dezember 1958 | AFC Barrow               | 2:0      | Hartlepools United |
| 6. Dezember 1958 | Blyth Spartans           | 3:4      | Stockport County   |
| 6. Dezember 1958 | Bradford Park Avenue     | 0:2      | Bradford City      |
| 6. Dezember 1958 | FC Brentford             | 3:1      | FC King’s Lynn     |
| 6. Dezember 1958 | Carlisle United          | 0:0      | FC Chesterfield    |
| 6. Dezember 1958 | FC Chester               | 1:1      | FC Bury            |
| 6. Dezember 1958 | Colchester United        | 1:1      | Yeovil Town        |
| 6. Dezember 1958 | Coventry City            | 1:3      | Plymouth Argyle    |
| 6. Dezember 1958 | Crystal Palace           | 2:2      | Shrewsbury Town    |
| 6. Dezember 1958 | Halifax Town             | 1:1      | FC Darlington      |
| 6. Dezember 1958 | Hereford United          | 0:2      | AFC Newport County |
| 6. Dezember 1958 | Oldham Athletic          | 2:0      | FC South Shields   |
| 6. Dezember 1958 | Peterborough United      | 4:2      | Headington United  |
| 6. Dezember 1958 | Queens Park Rangers      | 0:1      | FC Southampton     |
| 6. Dezember 1958 | Swindon Town             | 1:1      | Norwich City       |
| 6. Dezember 1958 | Tooting & Mitcham United | 2:1      | Northampton Town   |
| 6. Dezember 1958 | Torquay United           | 2:0      | FC Watford         |
| 6. Dezember 1958 | Tranmere Rovers          | 1:2      | Doncaster Rovers   |
| 6. Dezember 1958 | Worcester City           | 5:2      | FC Millwall        |

#### Wiederholungsspiele
| Datum             |                 | Ergebnis |                   |
| ----------------- | --------------- | -------- | ----------------- |
| 9. Dezember 1958  | FC Bury         | 2:1      | FC Chester        |
| 10. Dezember 1958 | FC Chesterfield | 1:0      | Carlisle United   |
| 10. Dezember 1958 | FC Darlington   | 3:0      | Halifax Town      |
| 11. Dezember 1958 | Norwich City    | 1:0      | Swindon Town      |
| 11. Dezember 1958 | Shrewsbury Town | 2:2      | Crystal Palace    |
| 11. Dezember 1958 | Yeovil Town     | 1:7      | Colchester United |
| 15. Dezember 1958 | Crystal Palace  | 4:1      | Shrewsbury Town   |

### Dritte Hauptrunde
| Datum           |                          | Ergebnis |                         |
| --------------- | ------------------------ | -------- | ----------------------- |
| 10. Januar 1959 | Accrington Stanley       | 3:0      | FC Darlington           |
| 10. Januar 1959 | Aston Villa              | 2:1      | Rotherham United        |
| 10. Januar 1959 | AFC Barrow               | 2:4      | Wolverhampton Wanderers |
| 10. Januar 1959 | Blackburn Rovers         | 4:2      | Leyton Orient           |
| 10. Januar 1959 | FC Brentford             | 2:0      | FC Barnsley             |
| 10. Januar 1959 | Brighton & Hove Albion   | 0:2      | Bradford City           |
| 10. Januar 1959 | Bristol Rovers           | 0:4      | Charlton Athletic       |
| 10. Januar 1959 | FC Bury                  | 0:1      | FC Arsenal              |
| 10. Januar 1959 | Colchester United        | 2:0      | FC Chesterfield         |
| 10. Januar 1959 | Derby County             | 2:2      | Preston North End       |
| 10. Januar 1959 | FC Everton               | 4:0      | AFC Sunderland          |
| 10. Januar 1959 | FC Fulham                | 0:0      | Peterborough United     |
| 10. Januar 1959 | Grimsby Town             | 2:2      | Manchester City         |
| 10. Januar 1959 | Ipswich Town             | 1:0      | Huddersfield Town       |
| 10. Januar 1959 | Leicester City           | 1:1      | Lincoln City            |
| 10. Januar 1959 | Luton Town               | 5:1      | Leeds United            |
| 10. Januar 1959 | AFC Newport County       | 0:0      | Torquay United          |
| 10. Januar 1959 | Norwich City             | 3:0      | Manchester United       |
| 10. Januar 1959 | Plymouth Argyle          | 0:3      | Cardiff City            |
| 10. Januar 1959 | FC Portsmouth            | 3:1      | Swansea Town            |
| 10. Januar 1959 | Scunthorpe United        | 0:2      | Bolton Wanderers        |
| 10. Januar 1959 | Sheffield United         | 2:0      | Crystal Palace          |
| 10. Januar 1959 | FC Southampton           | 1:2      | FC Blackpool            |
| 10. Januar 1959 | Stoke City               | 5:1      | Oldham Athletic         |
| 10. Januar 1959 | Tooting & Mitcham United | 2:2      | Nottingham Forest       |
| 10. Januar 1959 | Tottenham Hotspur        | 2:0      | West Ham United         |
| 14. Januar 1959 | Stockport County         | 1:3      | FC Burnley              |
| 15. Januar 1959 | Worcester City           | 2:1      | FC Liverpool            |
| 19. Januar 1959 | Doncaster Rovers         | 0:2      | Bristol City            |
| 19. Januar 1959 | Newcastle United         | 1:4      | FC Chelsea              |
| 19. Januar 1959 | Sheffield Wednesday      | 0:2      | West Bromwich Albion    |
| 24. Januar 1959 | FC Middlesbrough         | 0:1      | Birmingham City         |

#### Wiederholungsspiele
| Datum           |                     | Ergebnis |                          |
| --------------- | ------------------- | -------- | ------------------------ |
| 14. Januar 1959 | Lincoln City        | 0:2      | Leicester City           |
| 14. Januar 1959 | Torquay United      | 0:1      | AFC Newport County       |
| 19. Januar 1959 | Preston North End   | 4:2      | Derby County             |
| 24. Januar 1959 | Manchester City     | 1:2      | Grimsby Town             |
| 24. Januar 1959 | Nottingham Forest   | 3:0      | Tooting & Mitcham United |
| 24. Januar 1959 | Peterborough United | 0:1      | FC Fulham                |

### Vierte Hauptrunde
| Datum           |                         | Ergebnis |                    |
| --------------- | ----------------------- | -------- | ------------------ |
| 24. Januar 1959 | Accrington Stanley      | 0:0      | FC Portsmouth      |
| 24. Januar 1959 | Bristol City            | 1:1      | FC Blackpool       |
| 24. Januar 1959 | Charlton Athletic       | 2:2      | FC Everton         |
| 24. Januar 1959 | FC Chelsea              | 1:2      | Aston Villa        |
| 24. Januar 1959 | Colchester United       | 2:2      | FC Arsenal         |
| 24. Januar 1959 | Leicester City          | 1:1      | Luton Town         |
| 24. Januar 1959 | Norwich City            | 3:2      | Cardiff City       |
| 24. Januar 1959 | Preston North End       | 3:2      | Bradford City      |
| 24. Januar 1959 | Stoke City              | 0:1      | Ipswich Town       |
| 24. Januar 1959 | Tottenham Hotspur       | 4:1      | AFC Newport County |
| 24. Januar 1959 | West Bromwich Albion    | 2:0      | FC Brentford       |
| 24. Januar 1959 | Wolverhampton Wanderers | 1:2      | Bolton Wanderers   |
| 24. Januar 1959 | Worcester City          | 0:2      | Sheffield United   |
| 28. Januar 1959 | Birmingham City         | 1:1      | FC Fulham          |
| 28. Januar 1959 | Blackburn Rovers        | 1:2      | FC Burnley         |
| 28. Januar 1959 | Nottingham Forest       | 4:1      | Grimsby Town       |

#### Wiederholungsspiele
| Datum           |               | Ergebnis |                    |
| --------------- | ------------- | -------- | ------------------ |
| 28. Januar 1959 | FC Arsenal    | 4:0      | Colchester United  |
| 28. Januar 1959 | FC Blackpool  | 1:0      | Bristol City       |
| 28. Januar 1959 | FC Everton    | 4:1      | Charlton Athletic  |
| 28. Januar 1959 | Luton Town    | 4:1      | Leicester City     |
| 28. Januar 1959 | FC Portsmouth | 4:1      | Accrington Stanley |
| 4. Februar 1959 | FC Fulham     | 2:3      | Birmingham City    |

### Fünfte Hauptrunde
| Datum            |                   | Ergebnis |                      |
| ---------------- | ----------------- | -------- | -------------------- |
| 14. Februar 1959 | FC Arsenal        | 2:2      | Sheffield United     |
| 14. Februar 1959 | Birmingham City   | 1:1      | Nottingham Forest    |
| 14. Februar 1959 | FC Blackpool      | 3:1      | West Bromwich Albion |
| 14. Februar 1959 | Bolton Wanderers  | 2:2      | Preston North End    |
| 14. Februar 1959 | FC Burnley        | 1:0      | FC Portsmouth        |
| 14. Februar 1959 | FC Everton        | 1:4      | Aston Villa          |
| 14. Februar 1959 | Ipswich Town      | 2:5      | Luton Town           |
| 14. Februar 1959 | Tottenham Hotspur | 1:1      | Norwich City         |

#### Wiederholungsspiele
| Datum            |                   | Ergebnis |                   |
| ---------------- | ----------------- | -------- | ----------------- |
| 18. Februar 1959 | Norwich City      | 1:0      | Tottenham Hotspur |
| 18. Februar 1959 | Nottingham Forest | 1:1      | Birmingham City   |
| 18. Februar 1959 | Preston North End | 1:1      | Bolton Wanderers  |
| 18. Februar 1959 | Sheffield United  | 3:0      | FC Arsenal        |
| 23. Februar 1959 | Birmingham City   | 0:5      | Nottingham Forest |
| 23. Februar 1959 | Bolton Wanderers  | 1:0      | Preston North End |

### Sechste Hauptrunde
| Datum            |                   | Ergebnis |                  |
| ---------------- | ----------------- | -------- | ---------------- |
| 28. Februar 1959 | Aston Villa       | 0:0      | FC Burnley       |
| 28. Februar 1959 | FC Blackpool      | 1:1      | Luton Town       |
| 28. Februar 1959 | Nottingham Forest | 2:1      | Bolton Wanderers |
| 28. Februar 1959 | Sheffield United  | 1:1      | Norwich City     |

#### Wiederholungsspiele
| Datum        |              | Ergebnis |                  |
| ------------ | ------------ | -------- | ---------------- |
| 3. März 1959 | FC Burnley   | 0:2      | Aston Villa      |
| 4. März 1959 | Luton Town   | 1:0      | FC Blackpool     |
| 4. März 1959 | Norwich City | 3:2      | Sheffield United |

### Halbfinale
Die ersten beiden Spiele wurden am 14. März 1959 und das Wiederholungsspiel am 18. März 1959 ausgetragen.
|                   | Ergebnis |              | Ort       |
| ----------------- | -------- | ------------ | --------- |
| Luton Town        | 1:1      | Norwich City | London    |
| Nottingham Forest | 1:0      | Aston Villa  | Sheffield |

#### Wiederholungsspiel
|            | Ergebnis |              | Ort        |
| ---------- | -------- | ------------ | ---------- |
| Luton Town | 1:0      | Norwich City | Birmingham |

### Finale
| Nottingham Forest                        | Nottingham Forest | Luton Town | Luton Town |
| ---------------------------------------- | --- | --- | ---------- |
| Nottingham Forest                        | \| Finale \| \| Samstag, 2. Mai 1959 in London (Wembley) \| \| Ergebnis: 2:1 (2:0) \| \| Zuschauer: 100.000 \| \| Schiedsrichter: Jack Clough \| \| Spielbericht \|                     | \| Finale \| \| Samstag, 2. Mai 1959 in London (Wembley) \| \| Ergebnis: 2:1 (2:0) \| \| Zuschauer: 100.000 \| \| Schiedsrichter: Jack Clough \| \| Spielbericht \|           | Luton Town |
| Nottingham Forest                        | Chic Thomson – Bill Whare, Joe McDonald – Jeff Whitefoot, Bobby McKinlay, Jack Burkitt – Roy Dwight, Johnny Quigley, Tommy Wilson, Billy Gray, Stewart Imlach Cheftrainer: Billy Walker | Ronald Baynham – Brendan McNally, Ken Hawkes – John Groves, Syd Owen, Dave Pacey – Billy Bingham, Allan Brown, Bob Morton, George Cummins, Tony Gregory Cheftrainer: Syd Owen | Luton Town |
| Nottingham Forest                        | 1:0 Roy Dwight (10.) 2:0 Tommy Wilson (14.) | 2:1 Dave Pacey (66.) | Luton Town |
| Finale                                   | | |            |
| Samstag, 2. Mai 1959 in London (Wembley) | | |            |
| Ergebnis: 2:1 (2:0)                      | | |            |
| Zuschauer: 100.000                       | | |            |
| Schiedsrichter: Jack Clough              | | |            |
| Spielbericht                             | | |            |